# Richard Donner
Richard Donner   (Bronx, 24 d'abril de 1930 - Los Angeles, 5 de juliol de 2021), pseudònim de Richard Donald Schwartzberg, fou un director de cinema i productor estatunidenc. Per damunt dels seus films de culte La profecia i Superman, destaca la tetralogia d'Arma letal, la saga on demostraria la seva afinitat absoluta amb el Hollywood més bàsic i punter. També va produir pel·lícules com Joves ocults (1987), Allibereu Willy (1993), X-Men (2000) i X-Men Origins: Wolverine (2009).
En els seus primers anys havia dirigit documentals i anuncis de televisió. Es va formar dirigint episodis de sèries com The Twilght Zone, Perry Mason, Superagent 86, Ironside, Cannon i Kojak. Abans de director, havia començat la seva carrera cinematogràfica com a actor.

## Filmografia
- X-15 (1961)
- Sal i pebre (1968)
- Twinky (1969)
- La profecia (1976)
- Superman (1978)
- Superman II (1980) (és Richard Lester qui apareix en els crèdits)
- Inside Moves (1980)
- La joguina (1982)
- Els Goonies (1985)
- Lady Falcó (1985)
- Arma letal (1987)
- Scrooged (1988)
- Arma letal 2 (1989)
- Radio Flyer (1992)
- Arma letal 3 (1992)
- Maverick (1994)
- Assassins (1995)
- Conspiració (1997)
- Arma letal 4 (1998)
- Timeline (2003)
- 16 carrers (16 Blocks) (2006)
- Sam i George (2010)